# Релігія в Кенії

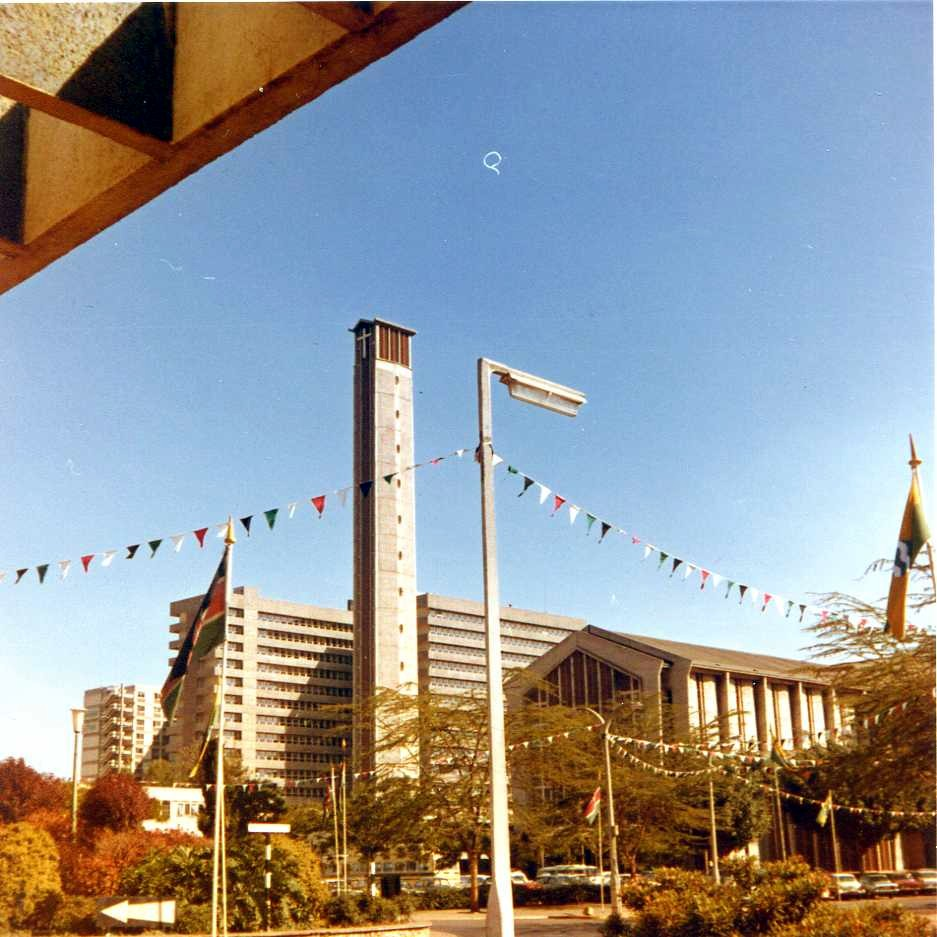
Християнська церква в Найробі

Республіка Кенія — держава, яка проголошує свободу совісті та релігій (стаття 32 Конституції країни). При цьому, преамбула конституції, прийнятої 2010 року, підтверджує «перевагу Всемогутнього Бога» і закінчується закликом: «Боже, благослови Кенію». При вступі на посаду президент країни, верховний суддя, член парламенту і деякі інші вищі чиновники зобов'язані вимовити клятву, яка закінчується словами: «І хай допоможе мені Бог». Державний гімн Кенії починається словами «О, Боже всього творіння, благослови нашу землю і націю».
Більшість жителів Кенії є християнами (82 % — 85 % населення).

## Християнство

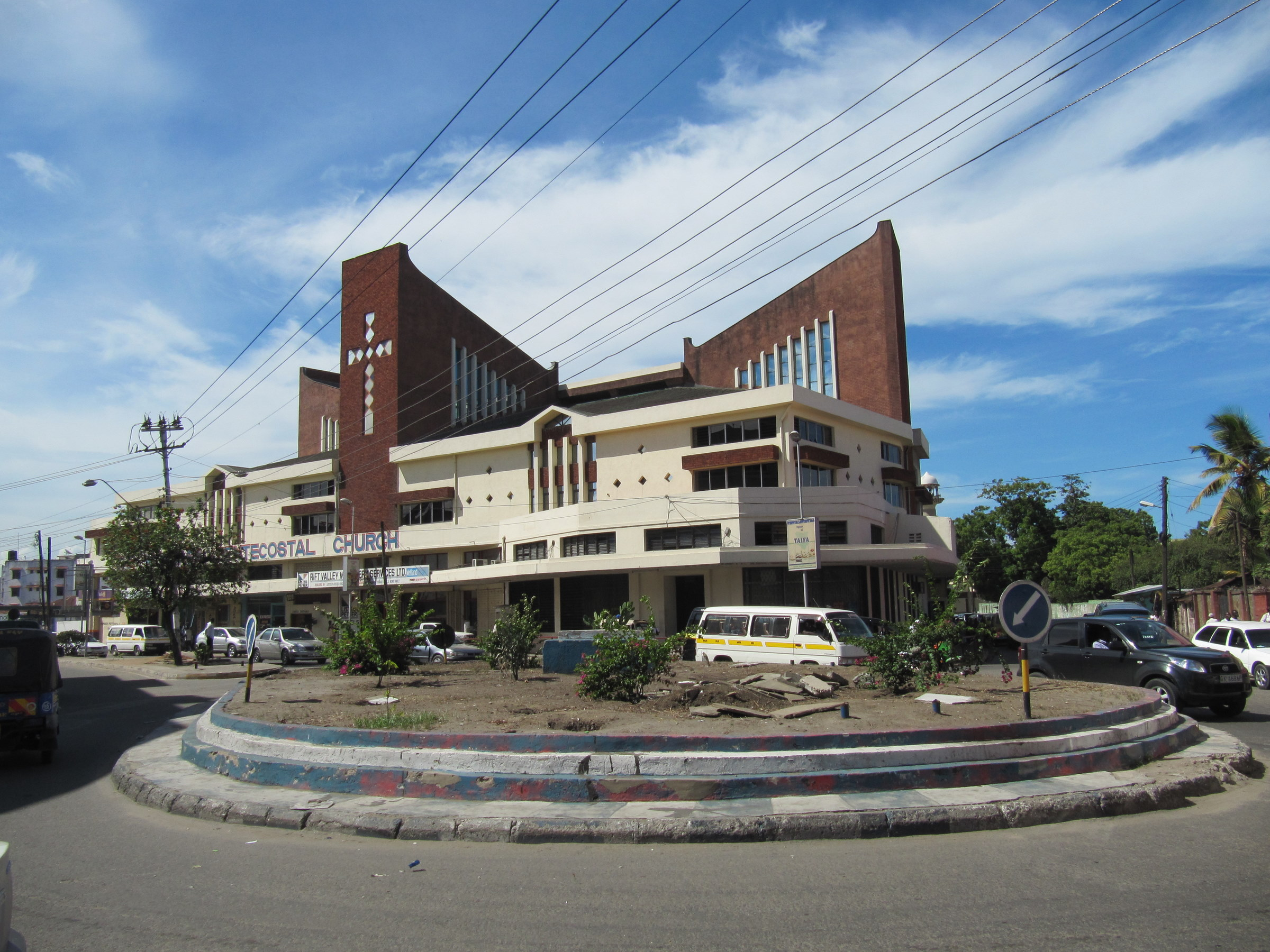
П'ятидесятницька церква в Момбасі

Перші християни (португальці) прибули на територію Кенії в кінці XV століття. Протягом двох наступних століть у країні діяли католицькі місії, які були вигнані з приходом арабів. Християнська проповідь знову почалася в Кенії лише 1844 року з приходом Йоганна Людвига Крапфа (1810—1881), місіонера англіканського Церковного місіонерського товариства. Римсько-католицька церква почала роботу в Кенії знову 1863 року; в XIX столітті в країні також починають місію методисти, пресвітеріани і євангельські християни з Африканської внутрішньої місії. До початку першої світової війни до них приєднуються квакери й адвентисти. 1918 року недалеко від Кісуму починають служіння п'ятидесятники; 1956 року — баптисти.
Кенія входить до числа країн, християнізованих у XX столітті. 1900 року частка християн у Кенії становила 0,2 %; 1970 — 52 %; 2000 — 75 %. Християнами є більшість ганда, гусіїв, камба, кікую, куріа, лух'я, масаба, суба, тавета, тесо, теусо, хуту, чагга, ембу, майже всі народи групи луо і міджікенда, а також більшість народів календжин і меру. Християнство сповідують також американці, британці, французи, що живуть у країні.
В даний час найбільшими християнськими конфесіями Кенії є католики (8,97 млн) і п'ятидесятники (7,6 млн). Від одного до трьох мільйонів парафіян мають громади англікан, євангельських християн, пресвітеріан, адвентистів, баптистів, Новоапостольської церкви і африканських незалежних церков. Православна громада Кенії (650 тис.) є найбільшою православною церквою в Африці.

## Іслам

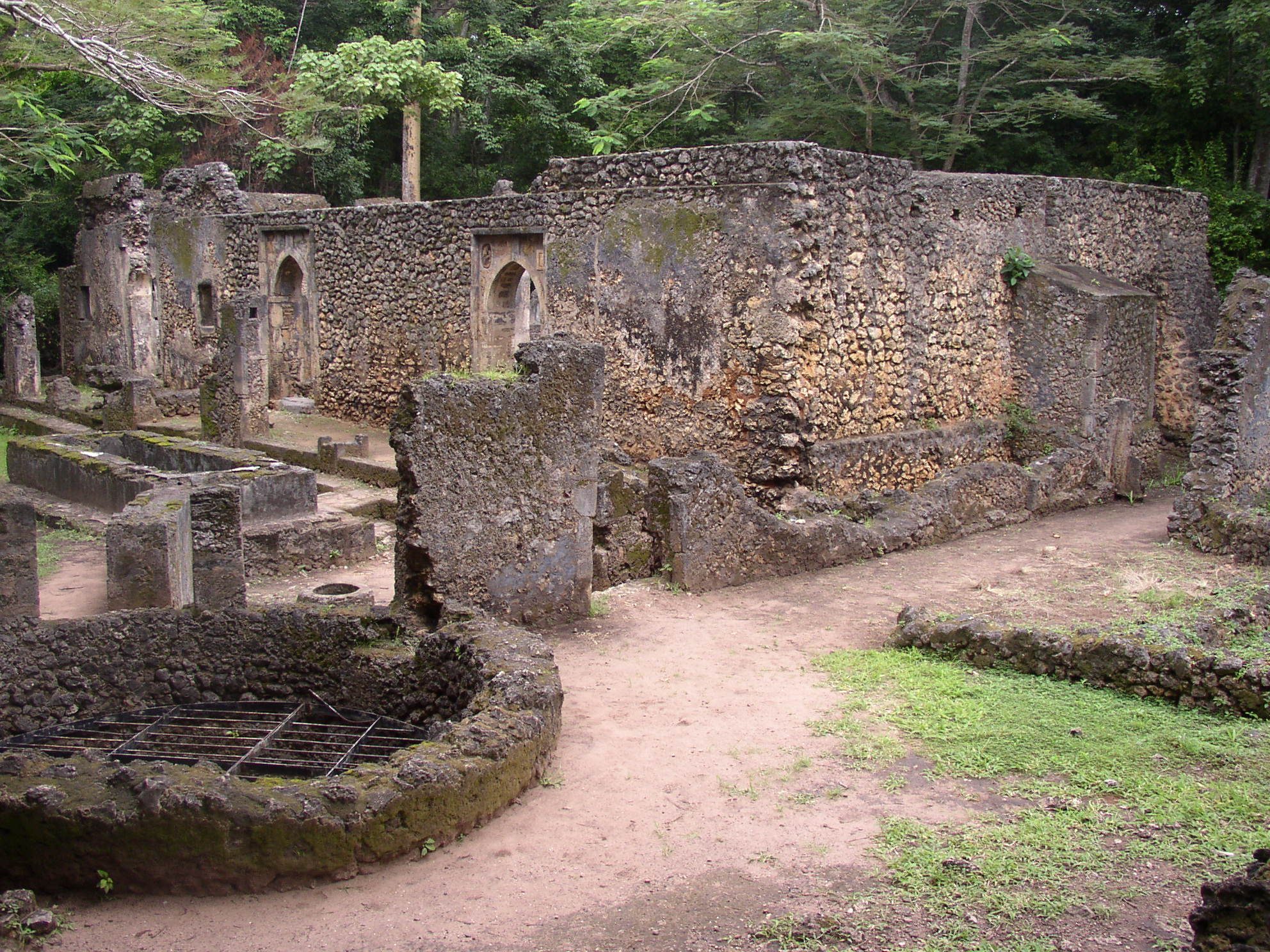
Руїни «Великої мечеті» в Геде

Починаючи з VII століття, різні групи з Аравійського півострова формують поселення вздовж узбережжя Східної Африки. З X століття іслам починає поширюватися серед африканського населення, завдяки змішаним шлюбам, який привів до створення суахілі. Громада мусульман збільшилася за рахунок переселенців з Індії та Пакистану.
2010 року мусульмани в Кенії становили 7 % — 8 % населення. Як і раніше, більшість з них проживає в прибережних і північних районах країни. За етнічною належністю це араби, бенгальці, боні, діго (народ з групи міджікенда), маконде, нубійці, орма, оромо, сомалійці, суахілійці і покомо.
Більшість кенійських мусульман — суніти шафійського мазгабу. Частина арабів, індійців і пакистанців є ханафітами, серед арабів — невелике число прихильників малікійської правової школи. Впливові суфійські ордени — кадирія, шадилія й ідрісія. Частина оромо — прихильники ордена тіджанія.
Шиїтів у Кенії небагато, переважно це неафриканці, які проживають у Найробі і Момбасі. Серед кенійських гуджаратці є мусталіти; серед пакистанських та індійських переселенців є нізарити. Невелику громаду утворюють імаміти (пакистанці).
Велику місіонерську діяльність веде Ахмадійська мусульманська громада.

## Місцеві вірування
В XX столітті частка прихильників місцевих африканських вірувань неухильно знижувалася. 1900 року вони становили 96 % населення Кенії, в 1940-х роках — 60 %; 1970 — 30 %. 2010 року в Кенії проживало 3,6 млн прихильників африканських культів, які становили 8,9 % населення.
Місцевих вірувань дотримується більшість дагало, камус, консо, омотік, ренділле і ель-моло. Значну частину (від 40 % до 60 %) анімісти становлять серед масаїв, мбере, самбуру, таїта, туркана; а також серед народів групи календжин (мараквет, окейк і покот), народів групи меру (мвімбі, тхарака і чука) і народів групи міджікенда (джибана, каума, камбе, рабаї, рибе і чоньї). Інша частина цих народів сповідує християнство.

## Індуїзм

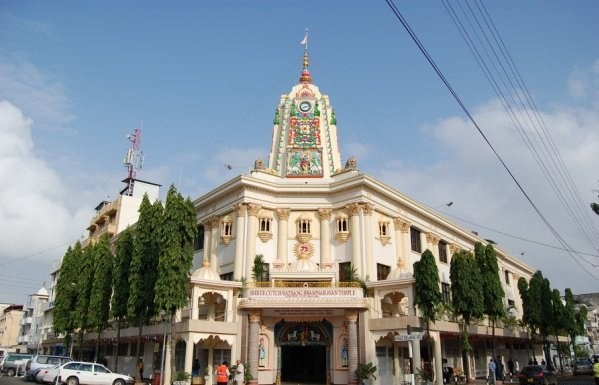
Індуїстський храм Рух Свамінараян в Момбасі

1886 року для будівництва залізниці британський уряд привіз у країну значне число робітників з Індії (переважно з Гуджарата і Раджастхана). Після закінчення будівництва більшість індійців повернулися на батьківщину, однак частина з них залишилася в Кенії і викликала в Африку свої сім'ї.
1963 року в Момбасі і Найробі почали діяти громади ISKCON. Місіонерам вдалося обернути в свою релігію кілька сотень африканців.

## Іудаїзм
1903 року британський уряд запропонував єврейському сіоністському руху т. зв. Угандійську програму, що передбачала створення на території сучасної Кенії єврейської держави. В рамках цієї програми в Найробі переселилося кілька єврейських сімей; 1913 року тут було відкрито першу синагогу. В роки другої світової війни в Кенію тікали євреї з країн Європи. Після війни, внаслідок еміграції до Ізраїлю, число євреїв помітно знизилося. 2010 року юдейська громада країни налічувала, за різними оцінками, від 400 до 2400 вірян. У Найробі діє синагога і єврейська релігійна конгрегація.

## Інші групи

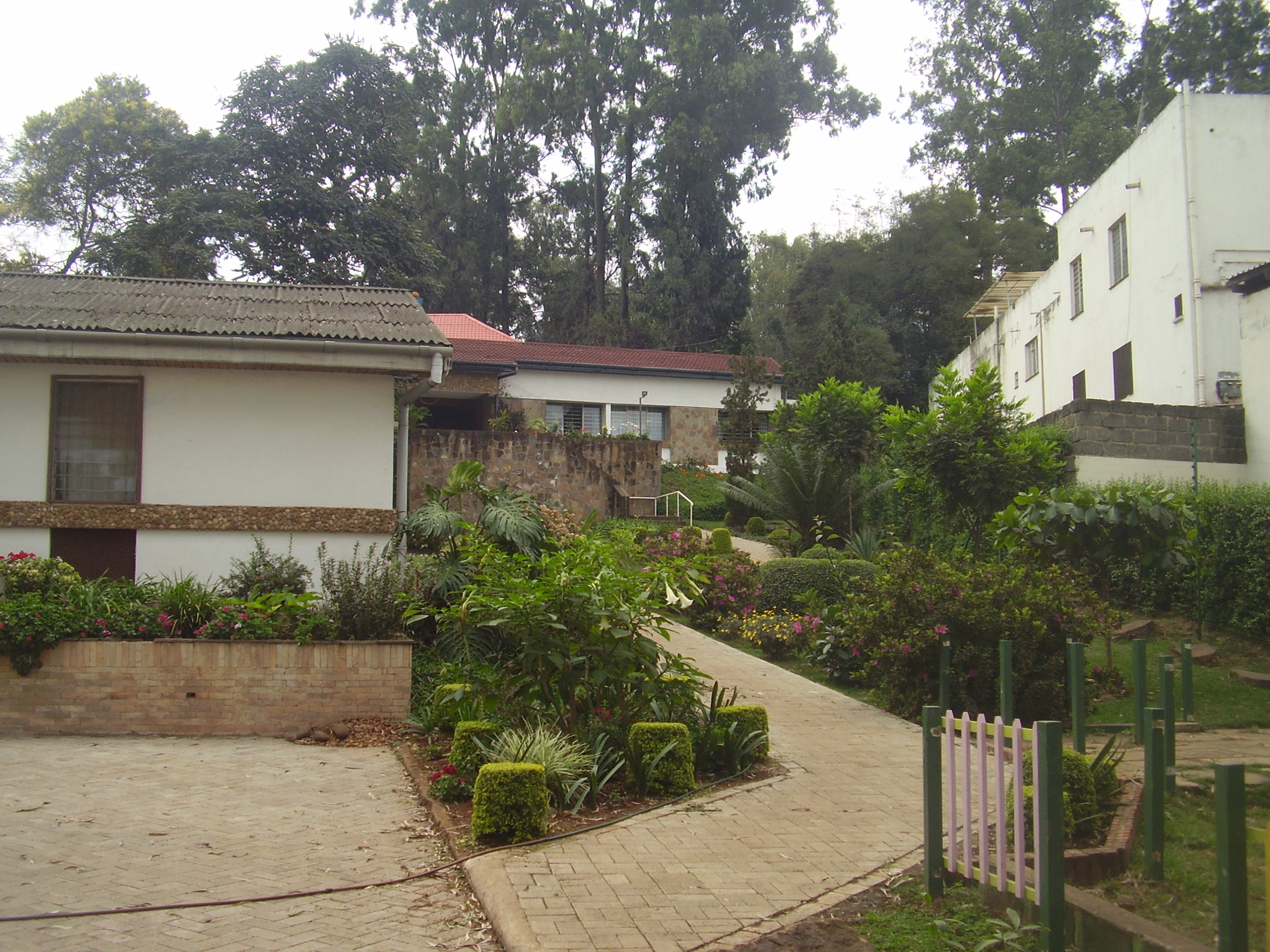
Центр бахаї в Найробі

1945 року в Кенію переселилася перша послідовниця віри бахаї. До 1964 року в країні було засновано Національне духовне зібрання бахаї. На даний момент за кількістю бахаїстів (429 тис.) Кенія поступається лише Індії та США; значне число бахаї в минулому були мусульманами.
Серед індійських народів Кенії (в першу чергу пенджабців і гуджаратці) можна зустріти сикхів (35 тис.).
Невелика група парсів (700 осіб) сповідує зороастризм. 1993 року тибетський лама прибув до Найробі і сформував у місті буддистське товариство; 2010 року в Кенії було вже 350 буддистів. Серед китайців, що проживають у Кенії, є прихильники китайських народних релігій.
За оцінками «Енциклопедії релігій» 40 тис. кенійців є агностиками, ще 1 тис. — атеїстами.